# Bắc Maluku
Bắc Maluku (tiếng Indonesia: Maluku Utara) là một tỉnh của Indonesia. Địa phận tỉnh là mạn bắc của Quần đảo Maluku. Tỉnh lỵ là Sofifi, trên đảo Halmahera, còn trung tâm dân cư lớn nhất là Ternate.
Quần đảo Maluku ban đầu được quản lý như một tỉnh duy nhất, nhưng đến năm 1999 thì tách ra làm hai, Bắc Maluku được đặt làm tỉnh riêng từ tỉnh Maluku.